# Equinox
Это — статья о музыкальном проекте Билла Либа и Криса Петерсона.
- Об альбоме Жана-Мишеля Жарра 1978 года см. Equinoxe.
- Об одной из реализаций OSGi (спецификации модульной шины для создания Java-приложений) см. Equinox (OSGi).
- О среднеразмерном кроссовере Chevrolet см. Chevrolet Equinox.

Equinox — канадская электро-индастриал-группа, совместный сайд-проект Билла Либа и Криса Петерсона из Front Line Assembly.
Equinox выпустил единственный альбом Holon в 1998 году 4 августа на лейблах Zoth Ommog Records и Cleopatra Records.

## Дискография

### Holon
1. «Contact» — 7:38
2. «Nova Man» — 7:49
3. «Janus Effect» — 6:55
4. «Phenomena» — 5:45
5. «Binary Star» — 7:12
6. «Funky Ass» — 6:12
7. «Electronic Dreams» — 8:58
8. «Remember Today» — 7:11
9. «Horizon» — 8:38